# Gaurela-Pendra-Marwahi
Gaurela-Pendra-Marwahi ist ein Distrikt im indischen Bundesstaat Chhattisgarh.

## Lage
Der Distrikt liegt in der Nordhälfte des Bundesstaats Chhattisgarh an der Grenze zum Bundesstaat Madhya Pradesh. Er grenzt im Nordosten an den Distrikt Koriya, im Osten an den Distrikt Korba, im Süden an den Distrikt Bilaspur, im Südwesten an den Distrikt Mungeli und im Westen, Nordwesten und Norden an den Bundesstaat Madhya Pradesh.   

## Geschichte
Der Distrikt entstand am 10. Februar 2020 aus Teilen des Distrikts Bilaspur. Er wurde aus den Tehsils Marwahi, Pendra (heute Gaurela-1) und Pendra Road (heute Gaurela-2) gebildet.

## Bevölkerung
Nach der Volkszählung 2011 hat der Distrikt Gaurela-Pendra-Marwahi 336.420 Einwohner. Bei 146 Einwohnern pro Quadratkilometer ist der Distrikt recht dicht besiedelt. Der Distrikt ist dennoch ländlich geprägt. Von den 336.420 Bewohnern wohnen 304.135 Personen (90,40 %) auf dem Land und nur 32.285 Menschen in städtischen Gemeinden.
Der Distrikt Gaurela-Pendra-Marwahi gehört zu den Gebieten Indiens, die mehrheitlich von Angehörigen der „Stammesbevölkerung“ (scheduled tribes) besiedelt sind. Zu ihnen gehörten (2011) 192.073 Personen (57,09 Prozent der Distriktsbevölkerung). In allen drei Tehsils bilden sie die Bevölkerungsmehrheit; in Marwahi (43.325 Menschen oder 59,44 %), in Pendra (heute Gaurela-1) (45.821 Menschen oder 53,60 %) und in Pendra Road (heute Gaurela-2) (76.813 Menschen oder 57,27 %). Es gibt zudem 20.802 Dalits (scheduled castes) (6,18 Prozent der Distriktsbevölkerung) im Distrikt.

### Bevölkerungsentwicklung
Wie überall in Indien wächst die Einwohnerzahl im Distrikt Gaurela-Pendra-Marwahi seit Jahrzehnten stark an. Die Zunahme betrug in den Jahren 2001–2011 über 17 Prozent (17,15 %). In diesen zehn Jahren nahm die Bevölkerung um 49.000 Menschen zu. Die Entwicklung verdeutlicht folgende Tabelle:

### Bedeutende Orte
Im Distrikt gibt es insgesamt laut der Volkszählung 2011 nur zwei Orte, die als Städte (towns und notified towns) gelten. Dies sind Gaurela und Pendra, die jeweils mehr als 10.000 Einwohner zählen.

### Bevölkerung des Distrikts nach Geschlecht
Der Distrikt hatte 2011 – für Indien üblich – mehr männliche als weibliche Einwohner. Allerdings war das Verhältnis beider Geschlechter viel ausgeglichener als in anderen Regionen Indiens. Von der gesamten Einwohnerschaft von 336.420 Personen waren 168.498 (50,09 Prozent der Bevölkerung) männlichen und 167.922 (49,91 Prozent der Bevölkerung) weiblichen Geschlechts. Bei den jüngsten Bewohnern (47.915 Personen unter 7 Jahren) sind 24.163 Personen (50,43 %) männlichen und 23.752 Personen (49,57 %) weiblichen Geschlechts.

### Bevölkerung des Distrikts nach Sprachen
Die Bevölkerung des Distrikts Gaurela-Pendra-Marwahi ist sprachlich einheitlich. Es sprechen 331.556 Personen (98,55 % der Bevölkerung) Hindi-Sprachen und -Dialekte. Meistgesprochene Sprache ist Chhattisgarhi, eine Östliche Hindi-Sprache. Eine bedeutende Minderheitensprache im Distrikt ist zudem Khari Boli/Hindi, das in Marwahi (30.511 Menschen oder 26,12 %), in Pendra (heute Gaurela-1) (14.311 Menschen oder 16,74 %) und in Pendra Road (heute Gaurela-2) (34.179 Menschen oder 25,48 %) Bevölkerungsanteil erreicht. Die weitverbreitetsten Sprachen zeigt die folgende Tabelle:
| 2011                                   | 250.931 | 74,59 | 1738 | 0,52 | 79.001 | 23,48 | 1646 | 0,49 | 336.420 | 100,00 % |
| Quelle: Ergebnis der Volkszählung 2011 |         |       |      |      |        |       |      |      |         |          |

### Bevölkerung des Distrikts nach Bekenntnissen
Die Anhänger des Hinduismus sind eine klare Mehrheit. In den drei Tehsils sind zwischen 93,57 und 94,90 % der Bewohner Hindus. Muslime, Christen und andere Religionen als Minderheitenreligionen erreichen in keinem der drei Tehsils mehr als 4,91 % Bevölkerungsanteil. Die genaue religiöse Zusammensetzung der Bevölkerung zeigt folgende Tabelle:
| Jahr                                   | Buddhisten | Buddhisten | Christen | Christen | Hindus  | Hindus | Jainas | Jainas | Muslime | Muslime | Sikhs | Sikhs | Andere Religionen | Andere Religionen | keine Angaben | keine Angaben | Total   | Total    |
| Jahr                                   | Zahl       | %          | Zahl     | %        | Zahl    | %      | Zahl   | %      | Zahl    | %       | Zahl  | %     | Zahl              | %                 | Zahl          | %             | Zahl    | %        |
| -------------------------------------- | ---------- | ---------- | -------- | -------- | ------- | ------ | ------ | ------ | ------- | ------- | ----- | ----- | ----------------- | ----------------- | ------------- | ------------- | ------- | -------- |
| 2011                                   | 33         | 0,01       | 1896     | 0,56     | 316.560 | 94,10  | 505    | 0,15   | 7172    | 2,13    | 260   | 0,08  | 9844              | 2,93              | 150           | 0,04          | 336.420 | 100,00 % |
| Quelle: Ergebnis der Volkszählung 2011 |            |            |          |          |         |        |        |        |         |         |       |       |                   |                   |               |               |         |          |

## Bildung
Dank bedeutender Anstrengungen steigt die Alphabetisierung. Sie ist dennoch noch weit weg vom Ziel der kompletten Alphabetisierung. Typisch für indische Verhältnisse sind die starken Unterschiede zwischen Stadt und Land sowie den Geschlechtern. Mehr als neun von zehn Männern in den Städten können lesen und schreiben – aber nur knapp mehr als die Hälfte der Frauen auf dem Land.

Distrikte Chattisgarhs im Jahr 2020

| Alphabetisierung im Distrikt Gaurela-Pendra-Marwahi |                   |                   |
| Einheit                                             | Volkszählung 2011 | Volkszählung 2011 |
| Einheit                                             | Anzahl            | Anteil            |
| GESAMT                                              | 188.145           | 65,21 %           |
| Männer                                              | 109.025           | 75,54 %           |
| Frauen                                              | 79.120            | 63,95 %           |
| STADT GESAMT                                        | 24.455            | 85,59 %           |
| Stadt-Männer                                        | 13.498            | 92,20 %           |
| Stadt-Frauen                                        | 10.957            | 78,65 %           |
| LAND GESAMT                                         | 163.690           | 62,97 %           |
| Land-Männer                                         | 95.527            | 73,66 %           |
| Land-Frauen                                         | 68.163            | 52,34 %           |
| Quelle: Ergebnis der Volkszählung 2011              |                   |                   |

## Verwaltungsgliederung
Der Distrikt war bei der letzten Volkszählung 2011 in die drei Tehsils (Talukas) Marwahi, Pendra (heute Gaurela-1) und Pendra Road (heute Gaurela-2) aufgeteilt und gehörte damals noch zum Distrikt Bilaspur in der Division Bilaspur.